# Janice Soprano
Janice Soprano – fikcyjna postać z serialu Rodzina Soprano, której rola odgrywana jest przez Aide Turturro, jest starszą siostrą Tony’ego Soprano. Młoda Janice, która pojawia się we wspomnieniach jest grana przez Madeline Blue.

## Fabuła
Janice po ukończeniu szkoły średniej uciekła do Los Angeles i zmieniła imię na „Parvati Wasatch” w 1978. Podróżowała po Europie, wyszła za mąż za Kanadyjczyka, któremu urodziła syna. Pracowała też w jako kelnerka w kawiarni, zanim wróciła na stałe do New Jersey. Jej relacje z Tonym są często napięte, Tony czuje się odpowiedzialny za utrzymanie rodziny, ale często zostaje zmuszany do kontaktów ze swoją matką, Livią.
Będąc w New Jersey zaczęła się spotykać z Richiem Aprile, który akurat został wypuszczony z więzienia. Po jakimś czasie ich znajomości, podczas kłótni Richie uderzył Janice, a ta strzeliła do niego i zabiła go. Potem poprosiła brata, aby pozbył się ciała, a sama uciekła do Seattle. Wróciła jednak, gdy jej matka, Livia, umiera.
Po śmierci Jackiego Jr., Janice związała się z Ralphem Cifaretto, który do tej pory mieszkał z matką Jackiego, Rosalie Aprile. Szybko jednak doszła do wniosku, że jej związek z Ralphem to pomyłka i gdy Ralph pojawił się u niej w domu z wiadomością, ze nareszcie zerwał z Rosalie, Janice wściekła się na niego i zrzuciła ze schodów, każąc mu odejść.
Po zniknięciu Ralpha, Janice zaczęła opiekować się wdowcem Bobbym Baccala, który także był jednym z kapitanów Tony’ego. Ostatecznie biorą ślub i Janice zostaje surową, ale i opiekuńczą macochą.
W szóstym sezonie dowiadujemy się, że Janice urodziła Bobby’emu córkę, której dała imię Domenica.